# Pandanus platystigma
Pandanus platystigma är en enhjärtbladig växtart som beskrevs av Ugolino Martelli. Pandanus platystigma ingår i släktet Pandanus och familjen Pandanaceae. Inga underarter finns listade.